# 国鉄タキ3000形貨車
国鉄タキ3000形貨車（こくてつタキ3000がたかしゃ）とは、1947年（昭和22年）から製作された、日本国有鉄道（国鉄）に車籍を有したガソリン専用の30トン積2軸ボギータンク貨車である。
同一の車体構造で同時に製作された石油類専用35t積タンク車タキ1500形についても本項目で解説する。

## タキ3000形
戦前の1929年（昭和4年）から製造されていた30t積のガソリン専用車タキ50形の後継として、戦後誕生した。はしごの位置、ハッチ周りの手すりの有無など製造年次や受注工場によって違いがある。荷役方式は上入れ下出し式。
戦後、戦時設計されたが資材難から製造されなかったのを、そのまま製造したのが側梁がない初期車である。その為、台車も戦時設計のTR20であったが、3050以降は台車もベッテンドルフ式のTR41に変更されている。また3055以降は横梁が前後に通った形状に変更され、台枠上に普通鋼製の直円筒型タンクが乗っているという、当時のタンク車としては典型的なスタイルをもつ。
ほとんどが石油会社が所有する私有貨車であったが、国鉄自らが所有するものもあった。私有車はJRに継承されたものもあったが、現車は2001年頃に廃車となったジャパンエナジー所有車を最後に姿を消している。

### 概要
1947年（昭和22年）から1964年（昭和39年）にかけて国鉄所有車・私有車合わせて1,594両が、川崎車輛、飯野重工業、三菱重工業、日本車輌製造、帝國車輛工業、振興造機、日立製作所、汽車製造、新潟鐵工所、東急車輛製造、富士重工業、東洋工機、富士車輌、近畿車輛で製造された。番号は次のとおりである。
- タキ3000 - タキ3049, タキ3050 - タキ3496
- タキ13000 - タキ13499
- タキ23000 - タキ23499
- タキ33000 - タキ33014, タキ33022 - タキ33040, タキ33045 - タキ33050, タキ33055 - タキ33059, タキ33062 - タキ33113

1979年（昭和54年）10月より化成品分類番号「燃32」（燃焼性の物質、引火性液体、危険性度合1（大））が標記された。
本形式の所有者は、米国陸軍輸送隊、日本石油輸送、日本陸運産業、ジャパンエナジー、出光興産、九州石油、ゼネラル石油、内外輸送、日本化学肥料、日本陸運産業、三井物流、三菱石油、石油荷役である。

#### 国鉄所有車
タキ3000 - タキ3049は国鉄所有車で台枠側梁がなく、台車はTR20であった。落成後は連合国軍総司令部（GHQ）に貸し渡され、連合国軍の燃料輸送に用いられた。進駐軍の接収が解除され、米軍向け輸送が後継車に移行してからは国鉄の事業用燃料輸送に用いられたほか、民間に貸し渡されて魚油輸送に使用されたものもあった。

#### 私有車
タキ3050以降は私有貨車であり、台車もTR41に変更されている。
1950年（昭和25年）川崎車輛製のタキ3050 - タキ3054は、国鉄所有車によく似たスタイルで台枠側梁が無い。ソ連・サハリン向け輸出車の注文流れ、またはその見込生産車を転用したとも言われる。
1952年（昭和27年）製のタキ3055以降は台枠に側梁があり、後の標準仕様となる。

#### 米国陸軍輸送隊所有車

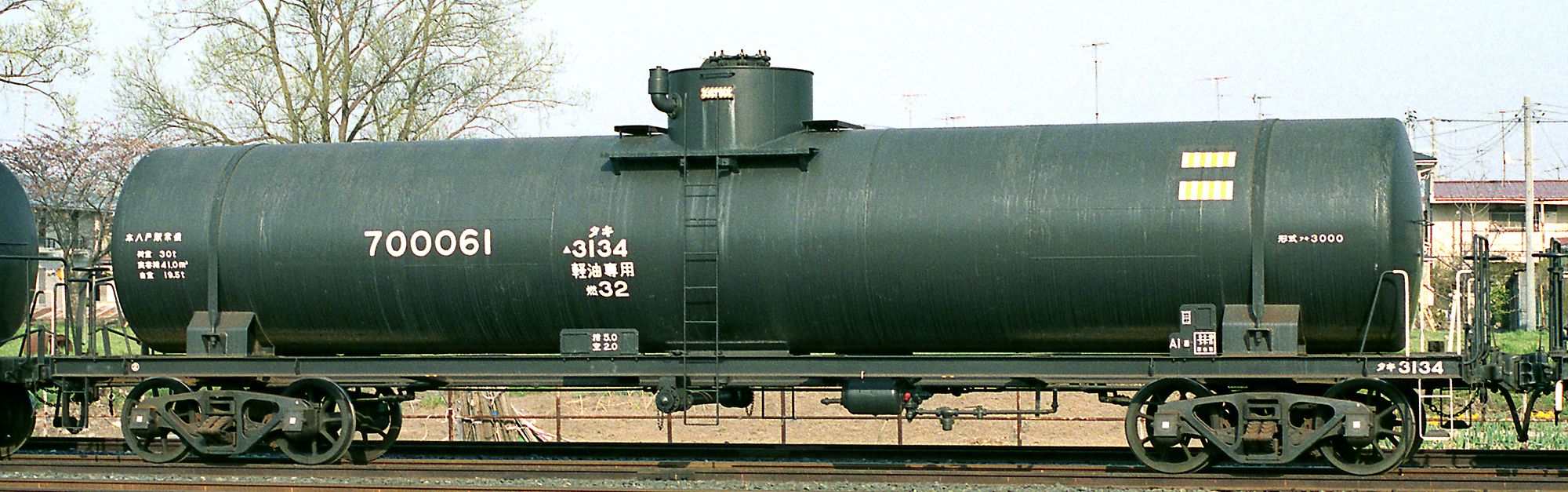
タキ3000形タキ3134、軍番号700061
1994年4月本八戸（貨）

タキ3000形の所有者のなかに米国陸軍輸送隊の存在があった。これは1952年（昭和27年）4月に発効するサンフランシスコ講和条約に伴い、国鉄・私有タンク車の接収使用が出来なくなるため、自前でタンク車を用意する必要に迫られたためである。
これらの車には国鉄の車番とは別に、米軍による軍番号を持つのが特徴である。軍番号はタンク体向かって左側に大きく書かれており容易に識別できた。
1952年（昭和27年）製作のグループは154両で、車番はタキ3073 - タキ3172, タキ3177 - タキ3230である。メーカーはタキ3073 - タキ3122が飯野、タキ3123 - タキ3172が三菱、タキ3177 - タキ3196が日車支店、タキ3197 - タキ3230が日車本店である。軍番号は700000 - 700153である。
続いて1956年（昭和31年）にはタキ3373 - タキ3397の25両が増備された。メーカーは日立である。
しかしながら翌1957年（昭和32年）、1952年製のうちタキ3206 - タキ3230と、1956年製の全車両は国鉄籍を抜かれて韓国に送られた。その後韓国でも軍番号は不変だった模様である。その際に1956年製の25両分の台車は改軌されることなく日本に残留した。
1959年（昭和34年）、日本向けに25両のタンク車を増備することになり、韓国に渡った初代のタキ3373 - タキ3397が履いていた台車を転用することになった。その際に「車体新造による更新と廃車復活」との扱いが採られた。車体メーカーは汽車会社東京支店と新潟鉄工所であるが、流用した台車のナンバーを元に付番したために、メーカーと番号の関係が混乱している。このグループは民間向けの後期車同様にドーム周りの歩み板の形状が改良され、また手すりも設けられている。なお、軍番号はこれまでの通し番号ではなく、車番を基にした 703373 - 703397と付番されている。
1967年（昭和42年）、新宿駅構内での石灰石列車との衝突事故により3両目 - 6両目に位置していたタキ3085、タキ23119、タキ3084、タキ3043の4両が脱線し、タンクに穴が開き漏れた燃料に引火して炎上、廃車となった。このうちタキ3084とタキ3085は軍番号700011と700012が付番されていた米国陸軍輸送隊所有車で、この2両に関しては国鉄所有のタキ3047およびタキ3049の2車をもって現物賠償されている。

#### タキ5200形からの編入車
1963年（昭和38年）、タキ5200形メタノール専用車から17両がタキ3000形に改造された。該当の番号は次のとおりである。
- タキ33015 - タキ33021, タキ33041 - タキ33044, タキ33051 - タキ33054, タキ33060, タキ33061

### 改造

#### タキ2100形への改造
タキ3000形のうち33両は30t積み石油類（除ガソリン）専用車タキ2100形に改造編入され、タキ22300 - タキ22332となった。

#### 連結タンク車への改造
1978年（昭和53年）、タキ3000形タキ33057 - タキ33059の3両が富士重工業にて連結タンク車に改造された。荷役作業の省力化・短縮化を目的に開発され、複数のタンク車をホースで連結し、積み込み・荷卸しを同時に行う車両であった。欧州や米国では1970年代から実用化されている方式であるが、日本ではこの3両で試験が行われたが、実用化にはいたらず、休車となった。

#### TR209形台車への換装
一部の車両は、トキ25000形の廃車発生品であるTR209へ換装された。

## タキ1500形

### 概要
35t積の石油類（除ガソリン）専用車で、戦前の30t積み車タキ100形の拡大版である。ガソリン専用車タキ3000形に対応する石油類専用車で、30 t積み車タキ2100形とともに大量生産された。
石油類専用車では初の35t積で、C重油など高比重・高粘度の油種を輸送するための車両であり、タキ3000形よりタンク体はやや短く、荷重も5t多い。タンク内部には蒸気加熱管、タンク端の鏡板には大型の点検蓋を持つ。
所有者は、キグナス石油、日本陸運産業、日本石油輸送、九州石油、ジャパンエナジー、三菱石油、ゼネラル石油である。
1979年（昭和54年）10月より化成品分類番号「燃31」（燃焼性の物質、引火性液体、危険性度合2（中））が標記された。

#### 基本型
戦時中に計画され、1947年（昭和22年）から1973年（昭和48年）にかけて、川崎車輛、日本車輌製造、三菱重工業、新潟鐵工所、日立製作所、富士重工業、汽車製造、飯野重工業、振興造機、帝國車輛工業、東急車輛製造、富士車輌、若松車輌で897両が製作された。
全車私有貨車として製作され、タキ1500 - タキ1509は台枠側梁がなく、台車はTR20。タキ1510以降は側梁があり、台車もTR41に変更されている。

#### 複雑な車番命名体系
本形式の番号は、次のとおりである。
- タキ1500 - タキ1598
- タキ15000 - タキ15599
- タキ21500 - タキ21599
- タキ31500 - タキ31597

本来であればタキ1599の次はタキ1600になるが、既にタキ1600形が存在していたため順当にいけば頭に1を足してタキ11500となるところであった。しかしタキ11500形も別形式として存在しており、末尾に0を足したタキ15000となった。国鉄では1975年前後に化成品タンク車の事故が続いていたが、本形式は記号番号だけで形式を判断することが困難なため事故発生時の通報や対処について問題視されていた。

#### ホキ6500形からの編入車
1971年（昭和46年）には、汽車製造でホキ6500形カーバイド専用車から3両が本形式に改造された。改造に際しては種車の台枠を流用した程度でタンク体は新製している。新旧番号番号対照は、次のとおり。
- ホキ6508 - ホキ6510 → タキ31598, タキ31599, タキ41500

#### タキ3500形からの編入車
1973年（昭和48年）、川崎車輛でタキ3500形アルコール専用車から2両が本形式に改造された。改造に際しては加熱管と点検蓋を追加した程度である。番号の新旧対照は、次のとおり。
- タキ3535, タキ3536 → タキ41501, タキ41502

### 他形式への改造

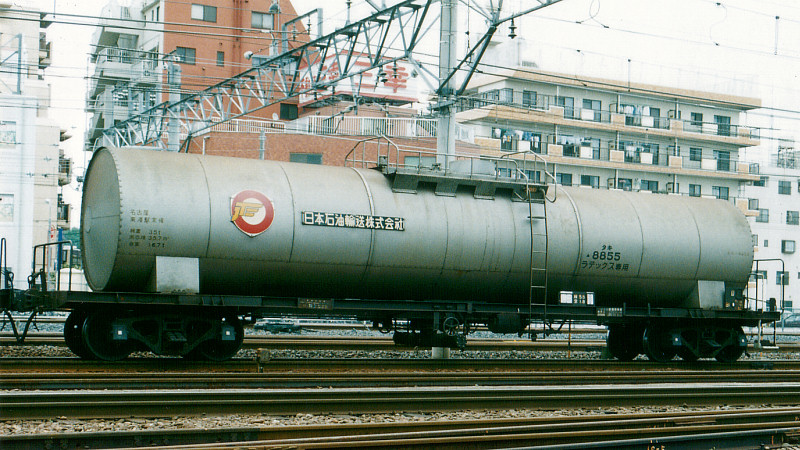
タキ8850形（タキ8855）（撮影:蘇我駅）

後年、重油の輸送需要減少で大量の余剰車が発生し、一部は他用途向けに改造された。

#### タキ3500形への改造
1959年（昭和34年）11月18日、2両がタキ3500形30t積アルコール専用車に改造された。改造に際しては加熱管と点検蓋を撤去した程度である。番号の新旧対照は、次のとおり。
- タキ15003, タキ15004 → タキ3536, タキ3537

#### タキ5200形への改造
1964年（昭和39年）から1968年（昭和43年）にかけて、5両が東急車輛製造において、タキ5200形30t積メタノール専用車に改造された。改造に際しては加熱管と点検蓋を撤去した程度である。番号の新旧対照は、次のとおり。
- タキ1520, タキ1529, タキ1511 - タキ1513 → タキ5291, タキ5292, タキ25208 - タキ25210

#### タキ8850形への改造
1981年（昭和56年）から1983年（昭和58年）にかけて、16両が富士重工業および日本車輌製造で、タキ8850形35t積ラテックス専用車に改造された。改造に際してはタンク体を新製している。番号の新旧対照は、次のとおり。
- タキ31584, タキ31586, タキ31592, タキ15344, タキ15347, タキ15596, タキ15590, タキ15597, タキ15599, タキ21504 - タキ21506, タキ21508, タキ21511, タキ21544, タキ21562 → タキ8855 - タキ8870

#### タキ11850形への改造
1982年（昭和57年）5月13日、1両（タキ15591）が、日本車輌製造においてタキ11850形37t積塩化第二鉄液専用車に改造された。改造に際しては、耐候性高張力鋼製のタンク体を新製している。この1両のみの存在で、落成時の所有者は日本石油輸送であったが1週間後の5月20日に、東洋曹達工業（その後東ソーに社名変更）に名義変更され、新南陽駅を常備駅として運用された。2004年（平成16年）度に廃車になり、形式消滅した。

#### タキ12050形への改造
1982年（昭和57年）11月29日、1両（タキ15598）が、富士重工業においてタキ12050形38t積甲種硝酸専用車に改造された。改造に際しては、ステンレス製のタンク体を新製している。1987年（昭和62年）7月22日に35t積希硝酸専用車に変更されている。この1両のみの存在で、所有者は日産化学工業であり、速星駅を常備駅として運用された。1998年（平成10年）4月に廃車になり、形式消滅した。

#### タキ17400形への改造
1982年（昭和57年）9月10日、1両（タキ15594）が、富士重工業においてタキ17400形37t積リン酸専用車（タキ17401）に改造された。改造に際しては、内面に厚さ4mmのブチルゴムライニングを施した普通鋼製のタンク体を新製している。所有者は日本石油輸送。

## 運用の変遷
本系列はガソリン・石油類タンク車を代表する形式であり、全国各地の石油輸送に用いられた。
国鉄所有のタキ3000形は1975年時点で事業用などで42両が残っていたが、1977年（昭和52年）までに全廃された。1980年代以降は私有車も廃車や他形式への改造が進み、1987年（昭和62年）4月の国鉄分割民営化に際しては、日本貨物鉄道（JR貨物）にタキ1500形366両、タキ3000形619両が継承されたが、次第にタキ43000形243000番台44t積車やタキ1000形に置き換えられていった。
1995年度末時点での残存車はタキ3000形は米国陸軍輸送隊、日本石油輸送、日本陸運産業、ジャパンエナジー、内外輸送の所有車合計で98両、タキ1500形は日本石油輸送、九州石油、ジャパンエナジーの所有車合計で69両であった。両形式とも2002年（平成14年）までに全廃され、形式消滅となった。

## 派生形式
本形式の設計を応用した各種の形式が製作された。本節では主な形式を採り上げる。

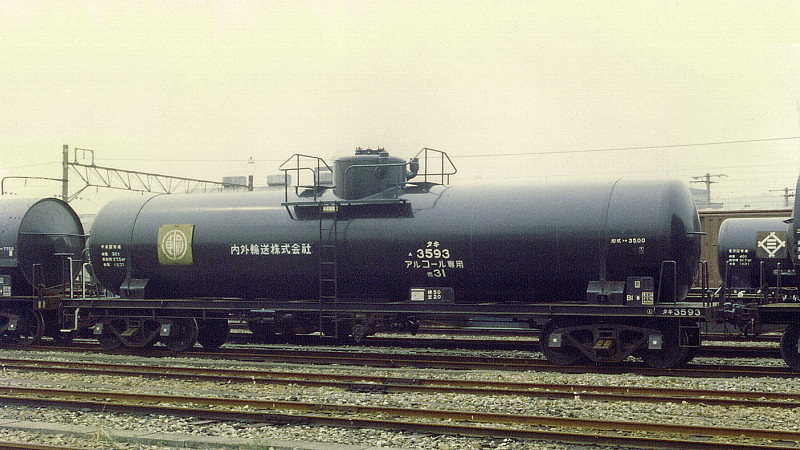
タキ3500形（タキ3593）（撮影:安治川口駅）

### タキ3500形
30t積アルコール専用車。1954年（昭和29年）から1964年（昭和39年）にかけて177両（タキ3500 - タキ3535、タキ3538 - タキ3599、タキ13500 - タキ13576）が新潟鐵工所、造機車輌、富士重工業、汽車製造、川崎車輛、舞鶴重工業にて製作された。2両（タキ3536 - タキ3537）が1959年（昭和34年）11月18日に東急車輛製造にてタキ1500形（タキ15003 - タキ15004）から改造された。落成当時の所有者は、内外輸送、協和醗酵工業であった。

### タキ5200形
30t積メタノール専用車。1955年（昭和30年）から1968年（昭和43年）にかけて109両（タキ5200 - タキ5262、タキ5265 - タキ5299、タキ25200 - タキ25210）が日本車輌製造、日立製作所、飯野重工業、富士車輌、三菱重工業、富士重工業、東急車輛製造にて製作された。この内5両（タキ5291 - タキ5292、タキ25208 - タキ25210）はタキ1500形からの改造車。落成当時の所有者は、日本瓦斯化学工業、住友化学工業、東洋高圧工業、日本石油輸送、三菱鉱業、日産化学工業、三菱商事、協和ガス化学工業、三井物産、日本陸運産業であった。

### タキ6500形
30t積アセトン専用車。1957年（昭和32年）から1963年（昭和38年）にかけて8両（タキ6500 - タキ6507）が川崎車輛、東急車輛製造、富士重工業、日本車輌製造製作された。1965年（昭和40年）に三菱重工業にてタキ6900形からの改造で2両（タキ6508 - タキ6509）を製作している。落成当時の所有者は、第一物産、三井物産、日本瓦斯化学工業、化成水島であった。

### タキ6900形
30t積アクリロニトリル専用車。1958年（昭和33年）から1965年（昭和40年）にかけて45両（タキ6900 - タキ6944）が三菱重工業、富士車輌、日本車輌製造、日立製作所にて製作された。この内1両（タキ6910）はタキ5200形（タキ5210）からの改造車である。落成当時の所有者は、三菱化成工業、日東化学工業、住友化学工業、日本石油輸送、旭化成工業であった。

### タキ30000形
30t積ガソリン専用車。1960年（昭和35年）4月25日に2両（タキ30000, タキ30001）が新潟鉄工所にて製作された。本形式はタキ3000形と同一設計であり唯一の違いは、タンク体内部の波除け板を廃止したことにある。このためタキ3000形に比べわずかに軽く空車時の換算両数が1.8車になった。波除け板廃止の試験結果は良好であり、これ以降の製作の特殊構造を除くタンク車は波除け板を廃止した。これ以降の増備車は、タキ30000形の増備とはならずタキ3000形の波除け板廃止による製作となり、本形式は2両のみの存在であった。所有者は日本石油であり、下松駅を常備駅として運用された。その後常備駅は名電築港駅から本輪西駅へと変わった。1991年（平成3年）12月に廃車になり、形式消滅した。